# Banda Eva

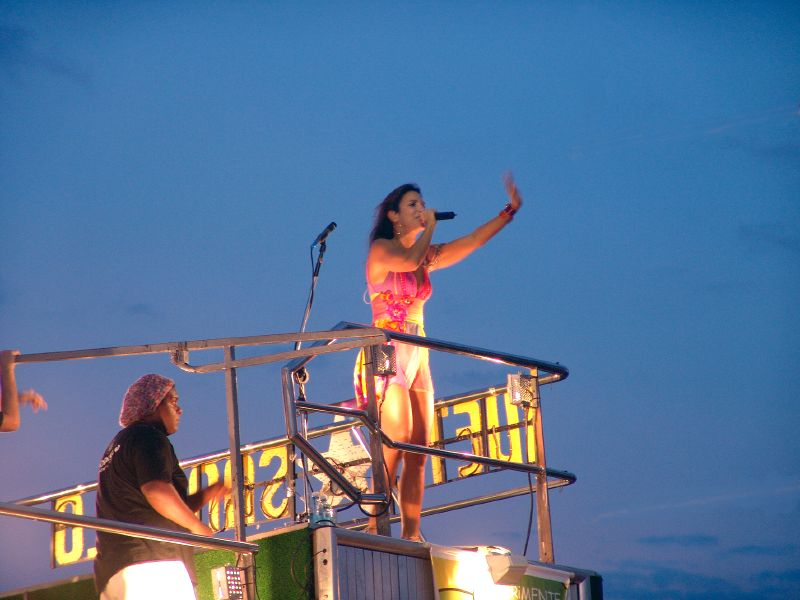
Banda Eva mit der damaligen Frontsängerin Ivete Sangalo

Banda Eva oder Grupo Eva ist eine brasilianische Sambareggae- und Axé-Band aus Bahia.

## Werdegang
Banda Eva, Banda EVA oder nur EVA entstand 1980 als Karnevalsblock in Salvador da Bahia und seit 1993 als Musikgruppe. Sie brachte berühmte Künstler wie Luiz Caldas, Daniela Mercury, Ivete Sangalo, Ricardo Chavez und Durval Lelys, Sängerin der Band Asa de Águia hervor.
Von 1986 bis 1989 sang Daniela Mercury den Backgroundgesang des Karnevalsblocks.
1993 erhielt Banda Eva einen Plattenvertrag mit Sony Music, wechselte später zu PolyGram und ist aktuell bei Universal Music Group unter Vertrag. Den größten Erfolg hatte Banda Eva mit Ivete Sangalo, die Hits wie „Me Abraça“, „Beleza Rara“, „Levada Louca“, „Arerê“ und „Carro Velho“ sang. 1998 verließ Ivete Sangalo Banda Eva und verfolgte ihre Solokarriere. Emanuelle Araújo wurde die Nachfolgerin von Ivete Sangalo, mit ihr wurden Hits wie „Pra Lá e Pra Cá“ und „Chuva de Verão“. 2002 nahm Saulo Fernandes, der ehemalige Sänger der Band Chica Fé ihren Platz ein. Im Jahr 2005 feierte die Gruppe ihr 25-jähriges Bestehen und nahm in Riocentro/Rio de Janeiro die CD und DVD “Banda Eva 25 Anos: Ao Vivo” mit den Künstlern ihrer Laufbahn Ricardo Chaves, Luiz Caldas, Durval Lelys, Emanuelle Araújo und Ivete Sangalo auf. Noch heute gehört Banda Eva zu den wichtigsten und stilbildenden Musikgruppen aus Salvador da Bahia.

## Bandmitglieder

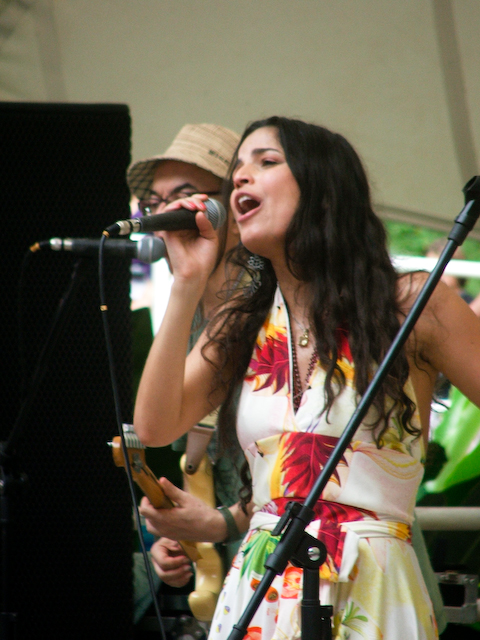
Emanuelle Araújo (2008)

- Saulo Fernandes: Gesang und Gitarre
- Léo Pinheiro: Bass
- Ronaldo Cavalcanti: Gitarre
- Anderson Silva: Perkussion
- Adriano Gaiarsa: Teclados[3]
- Marcelus Leone: Tenor-Saxofon
- Alcione Rocha: Trompete
- Alan Toreba, Leonardo Reis, Ênio Taquari und Rudson Daniel: Perkussion
- Renan Ribeiro: Gesang
- Fernanda Passos: Gesang

## Diskografie

### Alben
- 1993: Banda Eva
- 1994: Pra Abalar
- 1995: Hora H
- 1996: Beleza Rara (BR: Gold)[4]
- 1997: Banda Eva Ao Vivo (BR: Diamant)
- 1998: Millennium
- 1998: Você e Eu (BR: Platin)
- 1999: Banda Eva Ao Vivo II
- 1999: Beleza Rara - O Melhor da Banda Eva
- 2000: Experimenta
- 2002: Sem Limite
- 2002: Pra Valer
- 2004: É do Eva – Ao Vivo
- 2005: Banda Eva 25 Anos Ao Vivo
- 2006: Axé Bahia: Banda Eva
- 2007: Veja Alto, Ouça Colorido
- 2009: Lugar da Alegria

### Singles
- 1999: Vem Meu Amor (BR: Gold)
- 2005: Não Me Conte Seus Problemas (BR: Gold)
- 2020: Gratidão Apenas (BR: Gold)

### Videoalben
- 2005: 25 Anos Ao Vivo Banda Eva (BR: Gold)